# Cyrtodactylus halmahericus
Cyrtodactylus halmahericus es una especie de gecos de la familia Gekkonidae.

## Distribución geográfica
Es endémica de la isla de Halmahera (Indonesia).